# 富山貴光
富山 貴光（とみやま たかみつ、1990年12月26日 - ）は、栃木県栃木市出身のプロサッカー選手。Jリーグ・RB大宮アルディージャ所属。ポジションはフォワード（FW）。

## 来歴
矢板中央高等学校在学時の2007年、2008年に特別指定選手としてJ2・ベガルタ仙台に登録されていたが、スポーツ特待生の推薦で早稲田大学へ進学。2013年、大宮アルディージャに加入。
2016年1月6日、J1・サガン鳥栖への完全移籍を発表した。
2017年8月、アルビレックス新潟へ期限付き移籍。
2018シーズン、大宮アルディージャに復帰。
2021年、ギラヴァンツ北九州へ期限付き移籍。前半戦は19試合に出場し、うち開幕から11試合連続を含む14試合で先発出場、後半戦は後半からの途中出場が14試合を占めたものの20試合に出場し、年間39試合出場7得点はいずれも自己最多となったがチームはJ3に降格。
2022年シーズンは大宮へ復帰。このシーズン大宮は序盤から低迷し、残留争いを強いられるが、自身は自己最多となった前年の7得点を上回る8得点を記録し、チームの残留に貢献。
2023年シーズンは昨年を上回るペースで得点を挙げていたものの、中盤戦に原因不明のメンバー外が続き、その間チームも15試合連続未勝利のクラブワースト記録を更新するなど昨年を上回る低迷。J3降格となった。

## エピソード
- 4年時の全日本大学サッカー選手権大会決勝戦には、体調不良で離脱していた主将・畑尾大翔のユニフォームを重ね着して臨んだ[7]。富山はゴールパフォーマンスで畑尾のユニフォームを見せ付けてイエローカードを受けるも[8]、最優秀選手に選出された[9]。

## 所属クラブ
- ホーリーホックSSとちぎ
- F.C.栃木ジュニアユース
- 2006年 - 2008年 矢板中央高等学校
  - 2007年 - 2008年  ベガルタ仙台（特別指定選手）
- 2009年 - 2012年 早稲田大学ア式蹴球部
- 2013年 - 2015年  大宮アルディージャ
- 2016年 - 2017年  サガン鳥栖
  - 2017年8月 - 同年12月  アルビレックス新潟（期限付き移籍）
- 2018年 -   大宮アルディージャ / RB大宮アルディージャ
  - 2021年  ギラヴァンツ北九州（期限付き移籍）

## 個人成績
| 国内大会個人成績 | 国内大会個人成績 | 国内大会個人成績 | 国内大会個人成績 | 国内大会個人成績 | 国内大会個人成績 | 国内大会個人成績 | 国内大会個人成績 | 国内大会個人成績 | 国内大会個人成績 | 国内大会個人成績 | 国内大会個人成績 |
| 年度             | クラブ           | 背番号           | リーグ           | リーグ戦         | リーグ戦         | リーグ杯         | リーグ杯         | オープン杯       | オープン杯       | 期間通算         | 期間通算         |
| 年度             | クラブ           | 背番号           | リーグ           | 出場             | 得点             | 出場             | 得点             | 出場             | 得点             | 出場             | 得点             |
| 日本             | 日本             | 日本             | 日本             | リーグ戦         | リーグ戦         | リーグ杯         | リーグ杯         | 天皇杯           | 天皇杯           | 期間通算         | 期間通算         |
| ---------------- | ---------------- | ---------------- | ---------------- | ---------------- | ---------------- | ---------------- | ---------------- | ---------------- | ---------------- | ---------------- | ---------------- |
| 2013             | 大宮             | 28               | J1               | 26               | 3                | 4                | 1                | 2                | 0                | 32               | 4                |
| 2014             | 大宮             | 28               | J1               | 15               | 0                | 5                | 0                | 2                | 1                | 22               | 1                |
| 2015             | 大宮             | 9                | J2               | 12               | 1                | -                | -                | 1                | 1                | 13               | 2                |
| 2016             | 鳥栖             | 18               | J1               | 25               | 5                | 5                | 1                | 1                | 1                | 31               | 7                |
| 2017             | 鳥栖             | 18               | J1               | 8                | 0                | 5                | 3                | 1                | 0                | 14               | 3                |
| 2017             | 新潟             | 39               | J1               | 5                | 0                | -                | -                | -                | -                | 5                | 0                |
| 2018             | 大宮             | 28               | J2               | 33               | 3                | -                | -                | 1                | 0                | 34               | 3                |
| 2019             | 大宮             | 28               | J2               | 13               | 1                | -                | -                | 1                | 0                | 14               | 1                |
| 2020             | 大宮             | 28               | J2               | 29               | 4                | -                | -                | -                | -                | 29               | 4                |
| 2021             | 北九州           | 18               | J2               | 39               | 7                | -                | -                | 1                | 0                | 40               | 7                |
| 2022             | 大宮             | 28               | J2               | 32               | 8                | -                | -                | 1                | 1                | 33               | 9                |
| 2023             | 大宮             | 28               | J2               | 31               | 5                | -                | -                | 0                | 0                | 31               | 5                |
| 2024             | 大宮             | 28               | J3               | 11               | 1                | 1                | 0                | 2                | 0                | 14               | 1                |
| 2025             | 大宮             | 28               | J2               |                  |                  | 2                | 1                |                  |                  |                  |                  |
| 通算             | 日本             | 日本             | J1               | 79               | 8                | 19               | 5                | 6                | 2                | 104              | 15               |
| 通算             | 日本             | 日本             | J2               | 189              | 29               | 2                | 1                | 5                | 2                | 196              | 32               |
| 通算             | 日本             | 日本             | J3               | 11               | 1                | 1                | 0                | 2                | 0                | 14               | 1                |
| 総通算           | 総通算           | 総通算           | 総通算           | 279              | 38               | 22               | 6                | 13               | 4                | 314              | 48               |

- 2007年、2008年は特別指定選手としての出場はなし。

その他の公式戦
- 2018年
  - J1参入プレーオフ 1試合0得点
- Jリーグ初出場 - 2013年3月2日 J1第1節・清水エスパルス戦（NACK5スタジアム大宮）
- Jリーグ初得点 - 2013年3月16日 J1第3節・アルビレックス新潟戦（NACK5スタジアム大宮）

## 代表歴
- 2007年：U-17日本代表候補
- 2010年：U-21日本代表（アジア大会）
- 2011年：ユニバーシアードサッカー日本代表（ユニバーシアードサッカー競技）

## タイトル
大宮アルディージャ
- J2リーグ：1回（2015年）
- J3リーグ：1回（2024年）
- 埼玉県サッカー選手権大会：1回（2024年）